# Martigny (Mancha)
Martigny foi uma comuna francesa na região administrativa da Normandia, no departamento da Mancha. Estendia-se por uma área de 8,89 km². Em 2010 a comuna tinha 317 habitantes (densidade: 35,7 hab./km²).
Em 1 de janeiro de 2016, passou a formar parte da nova comuna de Grandparigny.